# Краснотур'їнськ
Краснотур'ї́нськ (рос. Краснотурьинск) — місто, центр Краснотур'їнського міського округу Свердловської області.

## Географія
Значний промисловий та культурний центр Північного Уралу. Містоутворювальне підприємство — Богословський алюмінієвий завод. Місто розташоване на східному боці Уральських гір, на обидвох берегах річки Тур'я.

## Історія
Розташоване на етнічній території фіно-угорського народу мансі. 6 жовтня 1758 року на березі річки Тур'ї почалося будівництво першого мідного рудника — Василівського. Власником рудника був Верхотурський купець Максим Походяшин. Крім Василівського, незабаром почалося будівництво й інших копалень, що належали купцю: Миколаївської, Першинської, Суходойської, Фролівської. Всі разом ці рудники, а також гірницьке селище, що утворилося на їх базі, отримали назву Тур'їнські рудники.
З 1800 року в районі розроблялися родовища залізних руд, з 1823 року розпочато видобуток золота (у Тур'їнських рудниках була одна з найбагатших груп розсипів). 1833 року була побудована вузькоколійна залізниця, що з'єднала рудник з Богословським заводом (нині місто Карпинськ). Друга гілка вузькоколійки 1886 року з'єднала його з Надеждинськом (нині місто Сєров).
Під час Громадянської війни був зруйнований мідеплавильний завод у Богословську, а мідні рудники — затоплені. Їх відновлення та реконструкція почалися 1930 року. 1934 року запрацював Фролівський, а пізніше Башмаковський, Богословський, Нікітський і Василівський рудники. У 1930-их роках були відкриті родовища вогнетривких глин.
1931 року відкрито родовище бокситів. 27 листопада 1940 року Главалюміній затвердив майданчик для будівництва заводу поблизу селища Тур'їнські рудники, і йому було дано назву — Богословський алюмінієвий завод (БАЗ). Сюди в перші місяці війни було евакуйовано обладнання, демонтоване на Тихвінському глиноземному, Волховському та Дніпропетровському алюмінієвих заводах. Перший алюміній Богословський завод дав 9 травня 1945 року. 27 листопада 1944 року селище Тур'їнські рудники було перетворене у місто обласного підпорядкування, якому було присвоєно найменування Краснотур'їнськ.
Фактично Краснотур'їнськ і БАЗ створені руками ув'язнених Богословлага — виправної установи НКВД. Ув'язненими були розкуркулені селяни та етнічні німці Поволжя, мобілізовані під час війни в трудову армію. Смертність на будівництві була величезна: з п'ятнадцяти тисяч німецьких трудармійців за мінімальними оцінками загинули близько 20 %. У місті на березі Краснотур'їнського водосховища встановлено пам'ятник загиблим на будівництві етнічним німцям.

## Населення
Населення — 59633 особи (2010, 64878 у 2002).

## Відомі вихідці
- Волков Олександр Васильович (* 1953) — вчений-Електротехнік
- Карпінський Олександр Петрович — вчений-геолог зі світовим ім'ям.
- Попов Олександр Степанович (1859-1906) — фізик та електротехнік, один з винахідників радіо.
- Голубєв Володимир Дмитрович (1940—2004) — футбольний воротар.
- Отрадна Євгенія Сергіївна (* 1986) — російська співачка.
- Кочегаров Володимир Васильович (*1939) — радянський футболіст та український футбольний тренер.